# Клайнмюрбиш
Клайнмюрбиш (нем. Kleinmürbisch) — коммуна (нем. Gemeinde) в Австрии, в федеральной земле Бургенланд. 
Входит в состав округа Гюссинг.  Население составляет 254 человека (на 31 декабря 2005 года). Занимает площадь 4,3 км². Официальный код  —  10422.

## Политическая ситуация
Бургомистр коммуны — Мартин Фрювирт (СДПА) по результатам выборов 2007 года.
Совет представителей коммуны (нем. Gemeinderat) состоит из 9 мест.
- СДПА занимает 5 мест.
- АНП занимает 4 места.